# Chata Micha
Chata Micha – dawna prywatna chatka studencka, położona w paśmie Magury Wątkowskiej Beskidu Niskiego nad wsią Kotań. Obiekt znajdował się w przeniesionym tu ponad 130-letnim spichlerzu. Posiadał 6 miejsc noclegowych na poddaszu, w sezonie letnim istniała możliwość nocowania dodatkowych 3-4 osób w wiacie. Brak wewnętrznego węzła sanitarnego. Obok schroniska znajdowało się pole namiotowe.

## Dane teleadresowe
Kotań, 38-232 Krempna

tel. 603-514-046

## Szlaki turystyczne
W pobliżu byłej chatki przebiegają następujące piesze szlaki turystyczne:
- Bacówka PTTK w Bartnem – Świerzowa – Kolanin – Kamień – Kąty (Główny Szlak Beskidzki)
- Mrukowa – Kaplica pod Trzema Kopcami – Kotań – Przełęcz Hałbowska – Krempna